# Sender Sitkūnai

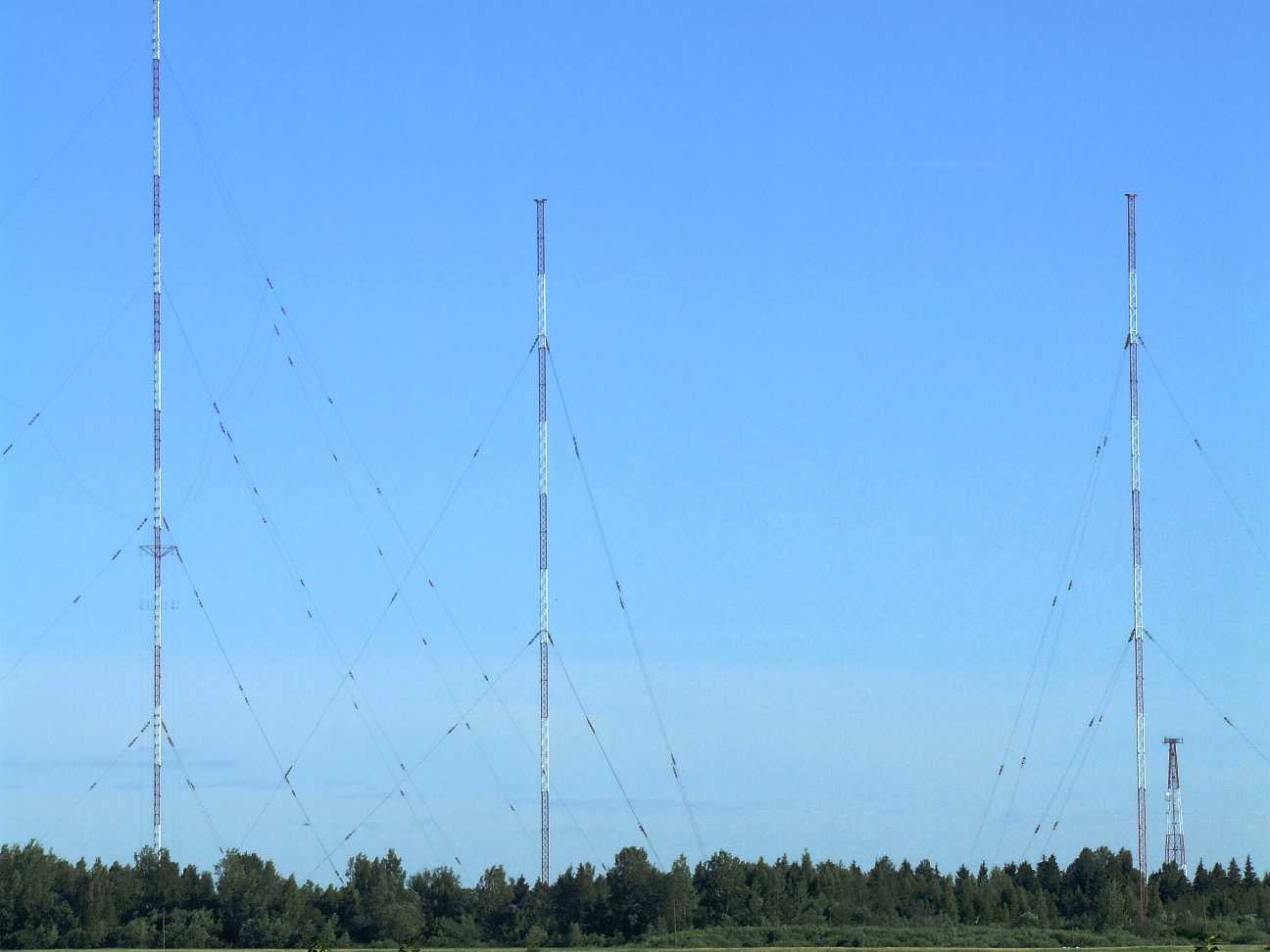
Station-Antennen

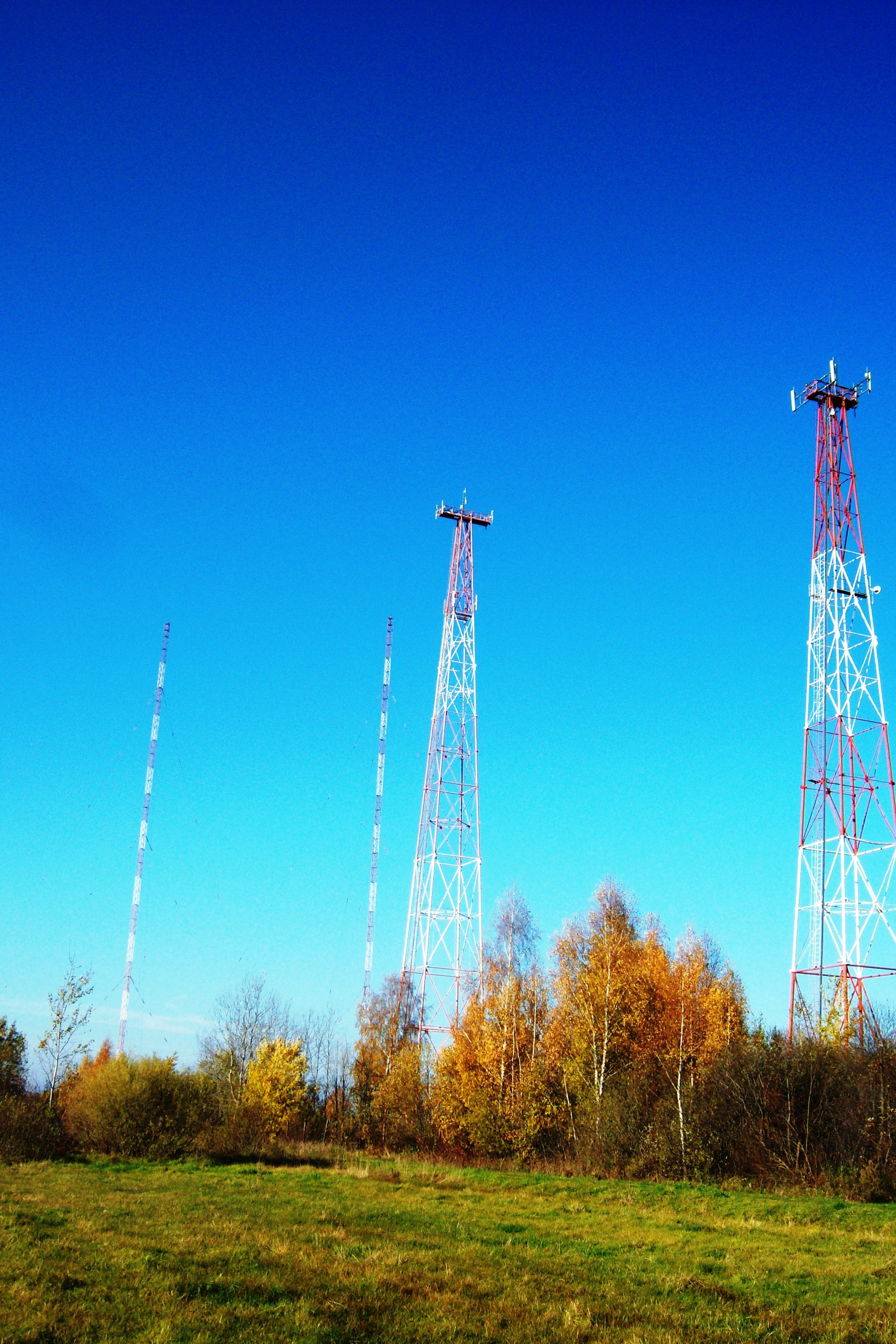
Station-Antennen

Der Sender Sitkūnai (lit. Sitkūnų radijo stotis) ist ein Sendemast und Rundfunksender in Litauen in Sitkūnai, 17 km nördlich von der litauischen zweitgrößten Stadt Kaunas. Betreiber der Station ist das litauische Unternehmen AB „Lietuvos radijo ir televizijos centras“. 

## Geschichte
Im Juni 1926 ging das erste Radioprogramm Litauens in Kaunas auf Sendung, allerdings konnten von dem kleinen Sender in der Stadt nur wenige Teile des Landes versorgt werden. Daraufhin entschied sich die litauische Regierung im Jahr 1937 zum Bau einer neuen Sendestation in Sitkūnai nördlich von Kaunas. Bis zum Jahr 1939 waren alle Sendegebäude fertig, im selben Jahr bestellte Litauen den eigentlichen Sender, einen 120-kW-Mittelwellensender, vom britischen Unternehmen Standard Telephones and Cables. Aufgrund des Ausbruchs des Zweiten Weltkriegs kam es jedoch nie zur Lieferung und die Sendestation konnte nicht in Betrieb genommen werden.
Die Sendegebäude überstanden den Zweiten Weltkrieg nahezu unversehrt. Da die Rundfunkversorgung der nunmehrigen Litauischen SSR sehr schlecht war, machte die Sowjetunion den erst wenige Jahre zuvor unter den Nationalsozialisten errichteten Sender in Zeesen bei Berlin als Reparationsleistung geltend, baute ihn vollständig ab und errichtete ihn in Sitkūnai wieder. Dort diente der Sender ab 1951 als Kurz- und Mittelwellensendeanlage. Über ihn wurde zunächst das Auslandsprogramm der UdSSR, später das staatliche litauische Programm ausgestrahlt. Während des Kalten Krieges wurde der Standort des Senders durch zahlreiche irreführende Bezeichnungen verschleiert.
Bei den Januarereignissen in Litauen 1991 ersetzte die Radiostation Sitkūnai den Fernsehturm Vilnius, der von der sowjetischen Armee besetzt wurde.
Nach dem Zerfall der Sowjetunion diente der Sender lange Zeit zur Ausstrahlung des litauischen Auslandsprogramms auf der Kurzwellenfrequenz 9710 kHz. Erst im Jahr 1999 wurde die Sendeanlage aus dem Dritten Reich durch einen neuen Sender des Herstellers Continental Electronics ersetzt, und noch im Jahr 2000 entstand ein neuer Mast für Ausstrahlungen nach Nordamerika.
Im Jahr 2008 stellte Litauen seinen Auslandsrundfunk aus Kostengründen ein. Seitdem wurden nur noch Auslandsdienste anderer Staaten sowie einige christliche Sender wie Radio HCJB aus Sitkūnai ausgestrahlt.
Am 25. März 2017 endeten die Ausstrahlungen. Bis zu diesem Datum nutzte Radio Free Asia den Sendestandort noch für wenige Stunden in der Nacht für Ausstrahlungen nach China zur Umgehung der dortigen Störsender. Nachfolger auf Mittelwelle ist der Sender Viešintos.
Im Sommer 2022 wurde ein Mittelwellensender von Sitkūnai auf 1557 kHz aktiviert.